# Unas
Unas foi o último faraó da V dinastia egípcia. Reinou durante cerca de trinta anos, provavelmente entre 2375 e 2345 a.C., mas desconhecem-se muitos pormenores sobre a sua época.
Durante o seu reinado o comércio externo esteve ativo, como mostram inscrições na ilha de Elefantina, onde se pode ver uma girafa, um animal exótico no Egito. Conhecem-se também várias cenas de guerra, mas estas parecem ter servido como propaganda oficial, não reflectindo conflitos verdadeiros.
Construiu uma pequena pirâmide no complexo de Sacará, a noroeste da pirâmide em degraus do rei Djoser, cujas paredes interiores estão cobertas com inscrições (hinos, feitiços...) que visavam ajudá-lo no Além. Estas e outras inscrições em túmulos de reis posteriores são denominadas como Textos das Pirâmides e constituem para os investigadores modernos uma importante fonte para o conhecimento da antiga religião egípcia.
Julga-se que teve duas esposas, Khenut e Nebit, cujos túmulos são duas mastabas fora do seu complexo funerário. Este fato é estranho para os investigadores, dado que seria de esperar que os seus túmulos fossem dentro do complexo. 
Unas morreu sem deixar um herdeiro do sexo masculino capaz de governar, apesar de se acreditar que teve um filho, Ptah-Chepses. Em consequência seguiu-se um pequeno período de anarquia depois de sua morte, antes da subida ao trono de Teti, considerado o primeiro rei da VI Dinastia. Teti casou com Iput, talvez filha de Unas, ato que certamente o teria legitimado como rei. 